# Vilma Reyes
Vilma Reyes Díaz (1958-) poeta, narradora y educadora puertorriqueña.

## Datos biográficos
Nació un 2 de septiembre de 1958 en Río Piedras, Puerto Rico. 
En 1980, obtuvo su Bachillerato en Artes con concentración en lengua y literatura francesa de la Universidad del Sagrado Corazón. Años más tarde realizó su Maestría en Artes de la Universidad Interamericana de Puerto Rico, y luego obtuvo si Diploma como maestra de español de escuela secundaria. Posteriormente fue aceptada al Programa Doctoral de la Facultad de Humanidades de la Universidad de Puerto Rico, Recinto de Río Piedras.
Se ha desempeñado como maestra del idioma español y preside el Festival Internacional de Poesía en Puerto Rico desde el año 2010, Festival del cual forma parte desde su fundación y el cual fue fundado por el poeta Vicente Rodríguez-Nietzsche. Autora de varios textos escolares y guías para maestros de Puerto Rico y Estados Unidos.Fundadora  del foro de Poesía Canto Poético con un alcance internacional de lectores y escritores de España, Argentina, Cuba, República Dominicana, México, Perú, Puerto Rico, Venezuela, Colombia y Estados Unidos entre otros, países en los que se conoce su obra, y en los que ha sido invitada a participar de Festivales y Congresos. 
Ha impactado a la joven creación literaria puertorriqueña mediante el ofrecimiento de talleres gratuitos de poesía para jóvenes y niños y publicado varios libros como producto de ese trabajo.
Entre su producción literaria ha trabajado cuentos y poesías, y algunos ensayos de crítica literaria. Entre los títulos más sobresalientes: Versos para la lluvia, Despertar de Otoño, Veinte poemas para Linda, Poemas para un hijo y un esposo y la novela El señor de los bolsillos de lluvia.

## Libros
Versos para la lluvia Insomne (2010)Editorial Los libros de la Iguana
20 poemas para Linda (inédito)
Poemas para un hijo y un esposo
Despertar de otoño
El señor de los bolsillos de lluvia (novela)

## Cuentos y poemas publicados en series escolares
Abuelo, cuéntame un cuento
El cuatro en las manos de una niña
Patria (poema)
Una guarida para don Yoyó
Una jirafa y un violín
Una letra en huelga

## Antologías
Antología Mar por dentro (2008) 
Antología de Poesía Amorosa (2005)
Antología de Poesía Latinoamericana Ventana de Luz y de Esperanza (2004)

## Publicaciones en Revistas
Revista Prometeo
Revista Guajana
Revista El Cuervo
Revista Remolinos
Revista En sentido figurado

## Series escolares
Mundo para todos(SM)
Metáfora (Grupo Norma)

## Participaciones en el exterior
Festival Internacional de Poesía de Medellín
Festival Internacional de Poesía de La Habana
Encuentro Iberoamericana Carlos Pellicer, Tabasco, México
Encuentro de Poetas, Loja Ecuador
Primer Festival Internacional de Revistas Literarias, Perú
Festival Internacional de Poesía en Puerto Rico

## Página Web
Una guarida para don Yoyó (dedicada a cuentos y poemas para niños)